# Alena Balabánová
Alena Balabánová, dívčím příjmením Chytilová (22. února 1929 Přelouč – 4. června 1995) byla česká protestantská teoložka působící v Českobratrské církvi evangelické (ČCE).

## Život
Od 1. května 1953 do 31. října 1954 zastávala pozici diakonky ve vinohradském sboru své církve. Následně počínaje 1. listopadem 1954 odešla na stejnou funkci do kobyliského sboru, kde zůstala do konce června 1955. Během té doby získala 5. června 1955 pověření ke službě v církvi. Přesto od 1. července 1955 až do posledního dne roku 1968 působila mimo Českobratrskou církev evangelickou. Poté byla až do 30. června 1971 sborovou sestrou ve sboru v Semtěši a následně mezi 1. říjnem 1971 a 31. březnem 1986 vikářkou v Berouně, odkud plynule přešla na vikářku do Heřmanova Městce, kde vydržela až do svého odchodu do penze 1. října 1994.
Jejím manželem byl religionista a vysokoškolský pedagog Milan Balabán.